# コンサートであおう!
『コンサートであおう!』は、光GENJIのコンサートビデオ、DVD。
VHSは1991年6月21日発売。また、DVDは2004年5月19日に発売。発売元はポニーキャニオン。

## 収録曲
1. Overture（風の中の少年）
2. 風の中の少年
3. 笑ってよ
4. 奇跡の女神
5. KIDS - SAY・S
6. 俺の手にSay Good Bye - 諸星和巳
7. DANCE ALONE - 光
8. メドレー
  1. 青春にはまだ早い
  2. みつめていたい
  3. しょーがないよ!
  4. PENTHOUSE WEDDING
  5. ふたりの宝物
  6. B.C.物語
  7. LONG RUN
9. I Love Youは雲にのせて - SAY・S
10. HELP ME - 内海光司
11. 星に願いを - 佐藤寛之
12. 水の惑星 〜Love Balloon〜
13. ちいさな勇気 - 佐藤敦啓
14. メドレー
  1. Hello, Dolly
  2. I Could Have Dance All Night
15. MIDNIGHT 2 CALL - 諸星和巳
16. AMATERASU
17. メドレー
  1. 時のかけら
  2. Graduation
18. キッチン! - 山本淳一
19. 女神よ
20. 君なしじゃいられない - 赤坂晃
21. メドレー
  1. 太陽がいっぱい
  2. パラダイス銀河
  3. Diamondハリケーン
  4. 剣の舞
  5. STAR LIGHT
22. 君がいるから
23. メドレー - 大沢樹生
  1. セレナーデの時間
  2. BAD BOY
  3. あてもなくオルフェ
  4. BAD BOY
24. Proud Mary
25. CO CO RO